# Codici degli schiavi
I Codici degli schiavi (in inglese Slave codes) furono leggi adottate negli USA con le quali ogni singolo Stato definiva lo stato di diritto dello schiavo e quello del suo padrone. Queste leggi generalmente definivano che il padrone avesse potere assoluto sui propri schiavi africani.

## Disposizioni

### Definizione di "schiavo"
Virginia, 1650Articolo 11. Tutte le persone ad eccezione dei negri potevano possedere armi e munizioni o essere ammessi al governatorato e al consiglio
Virginia, 1662Nel caso sussistessero dubbi se un bambino "negro" di un uomo inglese dovesse essere considerato libero o schiavo, fu disposto dall'assemblea che tutti i bambini nati nello Stato dovevano essere schiavi o liberi solo in base alla condizione della madre.
Maryland, 1664La donna libera che avesse contratto matrimonio con uno schiavo doveva servire il padrone di questi fino alla morte del coniuge, i figli della coppia sarebbero diventati schiavi come i loro padri.
Virginia, 1667Articolo 3, laddove si doveva decidere se un bambino fosse nato schiavo ma avesse contratto il battesimo, si stabiliva che il battesimo non alterava la condizione della schiavitù. Veniva disposto inoltre che i padroni facessero più attenzione nel propagare il cristianesimo tra gli schiavi ammettendoli ai sacramenti.
Virginia, 1682Articolo 1, veniva disposto che qualunque servitore importato via mare o terra, che fosse negro, musulmano del Nordafrica, mulatto o indiano che non fosse cristiano nel momento del loro asservimento, e provenienti da paesi non cristiani, potevano essere venduti liberamente come schiavi.
Virginia, 1705Tutti i servitori importati e acquistati nello Stato, che non erano cristiani nei loro paesi di origine, erano da considerare schiavi, e tutti i negri, mulatti e indiani residenti nello stato potevano essere considerati proprietà privata.
Carolina del Sud, 1712Venivano dichiarati da quel momento schiavi tutti i negri, mulatti, meticci e indiani che in qualunque tempo erano  asserviti o comprati nello Stato, così come i loro figli.

### Violenze e ingiustizie nei confronti degli schiavi
Virginia, 1705veniva disposto che se uno schiavo avesse opposto resistenza al proprio padrone, e nell'atto di correggere tale comportamento lo schiavo fosse stato ucciso, il padrone era libero da qualunque punizione.
Carolina del Sud, 1712Veniva disposto che nessuno schiavo o negro potesse uscire liberamente dalla piantagione del padrone senza un permesso o un'autorizzazione scritta, lo schiavo che avesse contravvenuto sarebbe stato frustato.
Louisiana, 1724Veniva disposta la pena capitale per lo schiavo che, colpendo il proprio padrone, sua moglie, l'amante o i figli, avesse provocato fuoriuscita di sangue.

### Divieti di istruzione agli schiavi
Alcuni codici adottati rendevano illegale l'istruzione di schiavi, mulatti, indiani e servitori in debito.
Alabama, 1833Sezione 31, veniva disposta una multa non inferiore a 250 dollari e non superiore ai 500 dollari verso chi fosse stato sorpreso a insegnare a leggere e scrivere ai neri liberi e agli schiavi
Alabama, 1833Sezione 32, veniva disposto che qualunque persona di colore che avesse scritto un lasciapassare per uno schiavo ricevesse 39 frustate per ogni reato commesso e la coscrizione dallo Stato dell'Alabama entro 30 giorni.
Alabama, 1833Sezione 33, veniva disposto che qualunque schiavo avesse scritto per un altro suo simile un lasciapassare avrebbe ricevuto 100 frustate sulla schiena per il primo reato, e 700 per ogni reato successivo.

## Modelli di codici degli schiavi

### Profondo Sud
La Carolina del sud varò il suo codice nel 1712, basandosi su quello impiegato dall'Inghilterra nelle Barbados. Il codice servì come modello di riferimento per le altre colonie del Nordamerica. Nel 1770 la Georgia adottò lo stesso codice, e successivamente la Florida fece altrettanto. Il codice varato nel 1712 includeva provvedimenti come:
- Agli schiavi era proibito lasciare le proprietà del padrone, se non accompagnato da un bianco o munito di permesso. Nel caso in cui lo schiavo avesse contravvenuto a questa regola qualsiasi persona bianca era autorizzata a punirlo.
- Qualunque schiavo che avesse tentato di fuggire lasciando la colonia avrebbe ricevuto la pena di morte.
- Qualunque schiavo evaso catturato oltre i 20 giorni sarebbe stato frustato pubblicamente per il primo reato, marchiato a fuoco con la lettera R sul braccio destro per il secondo reato, avrebbe perso un orecchio se assente per 30 giorni alla terza infrazione e sarebbe stato castrato alla quarta.
- I padroni che si rifiutavano di comminare le pene agli schiavi sarebbero stati puniti con la perdita della proprietà degli stessi.
- Le abitazioni degli schiavi dovevano essere perquisite ogni due settimane alla ricerca di armi e merce rubata. Le pene in questi casi scalavano dalla perdita di un orecchio, alla marchiatura a fuoco, l'amputazione del naso e la pena di morte per il quarto reato commesso.
- Nessuno schiavo doveva essere pagato per lavorare, o per piantare mais, piselli o riso, o per allevare maiali, bestiame in genere o cavalli, o per prestare servizio su un'imbarcazione. Era inoltre proibito vestire con abiti diversi da quelli riservati ai "negri".

Il codice fu poi rivisto nel 1739 con questi emendamenti:
- Agli schiavi è proibito imparare a leggere e scrivere, a lavorare di domenica e lavorare per più di 15 ore in estate e 14 ore in inverno
- L'uccisione volontaria di uno schiavo comportava una multa di 700 sterline, somma dimezzata nel caso di un delitto di passione.
- Chi nascondeva schiavi fuggitivi era punito con una multa di 1000 dollari e una pena detentiva fino a un anno.
- Chi utilizzava uno schiavo con la mansione di impiegato era punito con una pena di 100 dollari e sei mesi di prigione.
- Chi vendeva o cedeva alcolici agli schiavi era punito con una multa di 100 dollari e sei mesi di prigione.
- Chi insegnava a leggere e scrivere agli schiavi era punito con una multa di 100 dollari e sei mesi di prigione, mentre la pena capitale spettava a chi avesse diffuso letteratura scomoda ("incendiaria") tra di essi.
- Era proibito liberare uno schiavo, eccetto per atto legale, e dopo il 1820 solo con il permesso della legislazione.

### Stati del tabacco
Il codice degli schiavi delle "colonie del tabacco" (Delaware, Maryland, Carolina del Nord e Virginia) era modellato sul codice della Virginia, adottato nel 1667. Nel 1862 tale codice includeva anche queste disposizioni:
- Agli schiavi era proibito possedere armi.
- Agli schiavi era proibito lasciare la piantagione del padrone senza permesso.
- Agli schiavi era proibito alzare le mani su un bianco, anche in caso di legittima difesa.
- Uno schiavo fuggiasco che avesse rifiutato di arrendersi poteva essere ucciso senza processo.

### Codice degli schiavi del Distretto di Columbia
Gli schiavi erano generalmente considerati un capitale sociale dello Stato. Le dure regole degli schiavi urbani, molti dei quali erano servitori di membri di spicco della comunità, rimasero in vigore fino al 1850. Paragonato ad alcuni codici istituiti negli stati del sud, quello del Distretto di Columbia era relativamente moderato. Agli schiavi era permesso lavorare autonomamente e vivere in un'abitazione diversa da quella del padrone, e i neri liberi potevano vivere in città e lavorare nelle scuole. Nel 1861 vi erano oltre 11.000 neri liberi e 3.181 schiavi nel Distretto di Columbia. A seguito del compromesso del 1850 la vendita degli schiavi fu proibita a Washington e lo schiavismo finì nel 1862, con 3.000 schiavi liberati ai quali fu offerto un risarcimento. Il codice ufficiale definitivo fu stampato solo un mese prima che lo schiavismo finisse definitivamente.

### Colonie del nord
I codici degli schiavi delle colonie nordiste, prima che lo schiavismo fosse abolito, era meno duro di quelli varati a sud, ma contenevano comunque alcune disposizioni simili, come il divieto di lasciare le proprietà del padrone senza permesso, il divieto di vendere o cedere alcolici agli schiavi e si specificavano le punizioni che dovevano essere comminate in caso di tentativi di fuga.

### Disposizioni "umane"
Nella seconda metà dell'800 i codici degli schiavi si fecero meno duri e oppressivi, e ad essi venivano riconosciuti alcuni diritti in fase processuale, come la difesa fornita dal padrone e il riconoscimento davanti alla legge di persona normale in fase di giudizio. In alcuni casi le corti si pronunciavano a favore degli schiavi nei confronti di cause contro i loro padroni, il pagamento delle spese a questi. Nel 1724 in Louisiana era proibita, per disposizioni della corona inglese, la tortura, la mutilazione, l'omicidio e lo stupro delle donne schiave.